# ماتیاس رکالت
ماتیاس رکالت (انگلیسی: Matías Recalt؛ زادهٔ ۱۴ سپتامبر ۲۰۰۱) بازیگر اهل آرژانتین است. وی در سال ۲۰۲۴ برندهٔ جایزهٔ حلقه نویسندگان سینمایی و همچنین جایزه گویای بهترین بازیگر جدید شد.
از فیلم‌ها یا برنامه‌های تلویزیونی که وی در آن نقش داشته است می‌توان به انجمن برف اشاره کرد.